# جرن سهيل (الرضمة)

تعديل مصدري - تعديل

جرن سهيل محلة تابعة لقرية الشياح، التابعة لعزلة كحلان بمديرية الرضمة إحدى مديريات محافظة إب في الجمهورية اليمنية.، بلغ تعداد سكانها 45 حسب تعداد اليمن لعام 2004.